# Hans Tavsens Park
Hans Tavsens Park er en offentlig park, der ligger mellem Hans Tavsens Gade og Assistens Kirkegård på Nørrebro i København.
Den centrale del af parken består primært af plæner og store træer. I den sydøstlige del af parken ligger der en bemandet legeplads. Den nordvestlige del af parken ved Nørrebro Park Skole benyttes til sportsfaciliteter. Midt i parken står Artemisspringvandet fra 1934 af Johannes Bjerg. Det består af en bronzeskulptur af den græske jagtgudinde Artemis, der ridder på en springende kronhjort. Lidt længere mod nordvest vest ved indgangen til Assistens Kirkegård står der en bronzekopi af Michelangelos marmorskulptur af Moses fra kirken San Pietro in Vincoli i Rom. Statuen ejes af Ny Carlsberg Glyptotek men har været opstillet i parken som lån siden 1924.
Området var tidligere en del af Assistens Kirkegård. Fra 1847 til 1880 blev det benyttet til begravelser af folk, der ikke havde råd til en grav indenfor kirkegårdsmuren. Parken blev anlagt i 1909.
I 2016 blev et projekt til omdannelse af parken og den nærliggende Korsgade på en måde, der vil beskytte kvarteret mod oversvømmelser ved skybrud, valgt som vinder af Nordisk Råds Nordic Built Cities Challenge. Vinderprojektet med titlen "Nørrebrosjælen" var designet af tegnestuen SLA, Rambøll, ArkiLab, Den Nationale Platform for Gadeidræt, Aydin Soei og Social Action. Projektet vil blive gennemført i 2021-2023.